# Tour de France 2005/5. Etappe
Die 5. Etappe der Tour de France 2005 war 183 Kilometer lang und führte von Chambord nach Montargis, durch das dünn besiedelte Gebiet südlich von Orléans. Der Start vor dem Schloss Chambord verzögerte sich um einige Minuten, weil Lance Armstrong aus Solidarität mit dem am Vortag gestürzten David Zabriskie zunächst nicht im Gelben Trikot starten wollte. Daraufhin forderte der Tour-Direktor Armstrong auf, sein Trikot zu wechseln.
Nach 37 Kilometern setzte sich der Spanier Juan Antonio Flecha vom Feld ab. Bei Kilometer 93 schlossen drei weitere Fahrer zu ihm auf; der Ungar László Bodrogi, der Finne Kjell Carlström und der Italiener Salvatore Commesso. Das Quartett hatte einen maximalen Vorsprung von fünf Minuten, wurde dann aber elf Kilometer vor dem Ziel wieder vom Feld eingeholt.
Im Massensprint in den engen und kurvenreichen Straßen von Montargis wurde Tom Boonen erstmals geschlagen. Robbie McEwen konnte sich aus dem Windschatten lösen und gewann die Etappe mit wenigen Zentimetern Vorsprung.

## Zwischensprints
1. Zwischensprint in Villeny (20 km)
| Erster  | Tom Boonen, 6 P. und 6 s     |
| Zweiter | Thor Hushovd, 4 P. und 4 s   |
| Dritter | Stuart O’Grady, 2 P. und 2 s |

2. Zwischensprint in Aubigny-sur-Nère (80,5 km)
| Erster  | Juan Antonio Flecha, 6 P. und 6 s |
| Zweiter | Kjell Carlström, 4 P. und 4 s     |
| Dritter | László Bodrogi, 2 P. und 2 s      |

3. Zwischensprint in Gien (135 km)
| Erster  | Salvatore Commesso, 6 P. und 6 s |
| Zweiter | László Bodrogi, 4 P. und 4 s     |
| Dritter | Kjell Carlström, 2 P. und 2 s    |

## Bergwertungen
Côte de Bellevue Kategorie 4 (109,5 km)
| Erster  | László Bodrogi, 3 P.     |
| Zweiter | Kjell Carlström, 2 P.    |
| Dritter | Salvatore Commesso, 1 P. |